# Залізна мрія
Залізна мрія - це метамистецький альтернативно-історичний роман 1972 року американського автора Нормана Спінреда. У книзі є вкладена розповідь, яка розповідає історію всередині історії. В основному роман представляє постапокаліптичну пригодницьку казку під назвою "Володар свастики" -  альтернативну історію за авторством  Адольфа Гітлера, написану ним незадовго до його смерті в 1953 році. В світі книги Гітлер емігрував з Німеччини до США після першої світової війни в 1919 році, і використовував свої скромні мистецькі навички, щоб стати спочатку ілюстратором в pulp-журналах, а згодом успішним письменником, розповідаючи науково-фантастичні профашиські історії в стилі "пурпурної прози". "Оповідання під авторством Гітлера" супроводжується фальшивим науковим аналізом вигаданого літературознавця Гомера Віппла, начебто написаним у 1959 році.

## Сюжет
Обрамлення книги полягає в тому, що Адольф Гітлер емігрував до США в 1919 році і став ілюстратором, редактором та автором наукової фантастики. Свій науково-фантастичний роман «Володар свастики» він написав за шість тижнів у 1953 році, незадовго до смерті від крововиливу в мозок (можливо, спричиненого сифілісом). Згодом "Володар свастики" виграє премію Г'юго і описана в ньому "колоритна уніформа" стає звичайною для косплеєрів на конвенціях наукової фантастики. Інші опубліковані твори Гітлера включають тривалий фензин «Шторм» та романи «Майстер гонки», «Правило тисячі років» та «Торжество волі».
У вигаданій рецензії після основної розповіді, написаної начебто вигаданим доктором Гомером  Віпплом з нью-йоркського університету, ми дізнаємось більше про передісторію альтернативної історії, в якій Гітлер емігрував до США. Без гітлерівського керівництва нацистська партія розпалася в 1923 році, і Комуністична партія Німеччини зуміла розпалити німецьку комуністичну революцію в 1930 році. Оскільки ця альтернативна історія триває, є посилання на "Великий Радянський Союз", який захопив Велику Британію в 1948 р., вплив якого зростає в Латинській Америці до 1959 р. Той факт, що Віппл називає Першу світову війну як "Велику війну", означає, що в цьому світі не було еквівалента Другої світової війни. Основним елементом в історичній частині «Володаря свастики» є ядерний апокаліпсис, але Віппл не згадує про реальність ядерної зброї в його світі цієї альтернативної реальності.
Віппл також зазначає, що Японська імперія зберегла свій мілітаризм, посилаючись на свій кодекс поведінки Бусідо, тоді як Сполучені Штати вагаються протистояти посиленню Великого Радянського Союзу. Через велику загрозу від Радянсько Союзу США та Японія мають тісний військовий та стратегічний союз. Японськими мілітаристськими цінностями сильно захоплюються у США. Японія, Австралія, Нова Зеландія та Сполучені Штати (у сукупності їх називають Тихоокеанським пактом) — єдині великі держави, що стоять між Великим Радянським Союзом і тотальним контролем над земною кулею, але більшість американців, здається, не в змозі розібратися з наступаючою радянською небезпекою. Віппл задається питанням, чого могла б досягти американська нація з появою такого лідера як "Ферік Яггар" — головний герой "Володаря свастики". Також він зазначає, що саме Радянський Союз здійснив геноцид євреїв Європі. При цьому рецензія досліджує наявність в Гітлера параної, фетишизм та фалічні символи в "його творі".

## Роман у романі
«Володар свастики» починається в 1142 році "Після пожежі". Глобальна ядерна війна називається "Вогняним часом", що призвів до кінця цивілізації технологічно просунутих "Древніх" і виродженя більшості форми життя. Генофонди майже всіх життєвих форм пошкоджені радіацією. Залишилось небагато прикладів базової людської форми, і більшість людства - це мутанти з блакитними шкурами, лускою ящірки або дзьобами папуг. Також є мутанти, які здаються нормальними, але за допомогою телепатії впливають на людей та інших мутантів для управління світом - так звані "господарі" або "домінатори".
Чистий і сильний молодий "Труман" (так його називають через відсутність мутацій у його ДНК) Ферік Яггар повертається з околиць Боргравії, де його родина була заслана в навколишні держви мутантів, на свою прабатьківську землю - Високу Республіка Гелдон, яка була заснована на принципах вбивства мутантів і збереження людства в расовій чистоті. Він приїжджає лише до того, щоб виявити свою суворість, ослабленим та зіпсованим "Універсалістам", пішакам зловісної країни Домінатора Зінд, яка керує рештою світу та прагне зіпсувати чистий генофонд Гелдона у мутантному різноманітті. При вході в  Гелдон Ферік у прикордонному пості, де кандидатів на прохід перевіряють, чи є вони чистими і без мутації, обурюється тим, що мутантів пускають у Гелдон на одноденний вхід. Він виявляє, що цей пост є під впливом домінатора, і тести на чистоту ДНК настільки слабкі, що мутанти отримують громадянство.
У самому Гелдоні Ферік вечеряє в таверні "Орлине гніздо" і розмірковує над питанням, як змінити цю ситуацію. Чи повинен він піти до  політиків чи до військових? Там Ферік чує оратора Сефа Богеля, лідера партії "Відродження людини", який красномовно, але неефективно говорить натовпу про необхідність расової чистоти людини. Вражений його словами, Ферік натхненний взяти під контроль натовп, що слухає, і веде його до того ж прикордонного посту, щоб там вбити дДомінатора, який переодягся як писар, щоб прихильніше трактувати імміграційні правила для мутантів. Після вбивства домінатора на запрошення Богеля він бере на себе керівництво партією, яку Ферік пізніше перейменовує в «Сини свастики», а вони двоє подорожують до Вальдера — другого міста Гелдона — щоб зустріти внутрішнє коло партії і почати великий похід до влади.
Їх подорож переривається, коли їх паровий автобус, атакує банда байкерів "Чорні Месники" на мотоциклах. Яггар, однак, відчуває, що ці чоловіки можуть бути корисними для його справи і кидає виклик їх лідеру Стагу Стопі. Правила Чорних Месників дозволяють лише члену банди кинути виклик лідеру, і тому він і Богель їдуть до укриття байкерів для проходження ритуалу прийняття в банду. Для проходження ініціації в байкери  Ферік повинен одним ковтком випити ріг елю та проїхати через вогняну перешкоду на мотоциклі. Надалі він перемагаю Стопу у бійці з палицями (дубинками). Під час бою його палиця ламаєтся і він відчайдушно хапає легендарну "Громову палицю" - якою може володіти лише нащадок останнього справжнього короля Гелдона - Знак Марка IV. Чорні Месники негайно присягають йому на вірність і стають «лицарями свастики».
З цієї події Яггар бере на себе спадкове право бути лідером Гелдона і починає жорстокий "хрестовий похід" за генетичну чистоту, проводячи масовий заходи, влаштовуючи мітинги на свіжому повітрі та виховуючи вірну йому армію. Він обирається до Ради та проводить державний переворот, коли він змушує Раду визнати державну зраду та змову Зінда проти Гелдона. Підтверджуючи його підозри, один  членів Ради (універсаліст) виявляється домінатором. Ферік страчує його "Громовою палицею". Яггар примушує Раду надати йому повну виконавчу владу, а потім розстрілює її членів. Одразу після того, як він взяв на себе владу, Яггар вкриває переворот, задуманий Стопою, спокушеного Зіндом.
Підтирманий армією та народом, що його обожнює, Ферік ставить перед собою велике завдання відновити військовий потенціал країни, замовити виробництво танків і винищувачів. Він створює Свастські загони (СС) - легіон найчистіших і наймиліших людей що відібрані через "Класифікаційні табори", які обстежують усіх громадян Гелдона (здійснюють вбивство домінаторів та стерилізація чи вигнання всіх відносно нечистих людей). Після відбиття атаки Зінда Гельдон приєднує своїх західних та південних сусідів, починаючи з Боргравії. В ході анексії своїх сусідів Яггар наказує, за пропозицією Борса Ремлера (військовий командувач), страчувати всіх мутантів.
Через кілька місяців його вчені повідомляють, що вони близькі до розкриття таємниці ядерних бомб, але що Зінд докладає зусиль, щоб розкопати могильники Древніх, які могли б допомогти доробити їм власні напрацюваня ядерної зброї. Згадавши шкоду, яку нанесла така зброя, Ферік вважає, що таке дослідження слід припинити, і доручає  знищити Зінд та кожного домінатора, перш ніж вони зможуть розпочати ядерну атаку. Незабаром Зінд починає згуртовувати свої війська коло своїх кордоні у Волакку. Завершальне вторгнення Зінду ведеться важко: основна сила Гельдера, під командуванням Лар Ваффінга, захоплює південно-західні нафтові родовища, необхідні для постачання військ пальним, тоді як друга частина армії стримує величезну масу армії Зінда на північ у напрямку столиці Зінду, Бори. Накінець сили Гелдона переважають, а Зіндська армія знищується і спалюється, аж до останнього бездумного "Воїна". Центральне місто також спалюють у вогневій бурі (подібне до бомбардування Дрездена у нашому світі).
Останній домінатор, мабуть, воєначальник, був виявлений, ховаючись у бункері. Домінатор передбачив поразку, і перед тим, як Ферік його вбив, тріумфально розказує, що домінатори врятували і переозброїли частину стародавніх ядерних озброєнь. Це зброя судного дня, і він запускає її. Після того, як Ферік та його товариші евакуювалися з Бори, бомба вибухає, і, як планували домінатори наслідки бомбардування повністю пошкоджують генофонд Гельдона. Якщо хтось із його громадян, включаючи Феріка розмножаться, то в них народяться мутанти.
Ферік наказує розпочати стерилізацію всієї нації Гелдона, включаючи самого себе, і, вказує вченим СС подвоїти свої зусилля для розробки нової раси з клонування ідеальних зразків СС. Врешті-решт вони досягають успіху, і мільйони нової людей раси виробляються у «репродукційних лабораторіях» для завершення очищення Землі. Під кінець роману Гелдон освоїв міжзоряні подорожі. Як наслідок, в космос запускається перший міжзоряний корабель, заповнений 300 семифутовими, білявими, супер-інтелігентними, здоровими чоловічими клонами СС, щоб утворити власну галактичну імперію Гелдона. У складі СС-клонів також є клон Феріка, щоб їх очолити. Ця перша ракета, запущена в політ до Тау Сеті, стане першою з багатьох.
Таке пристрастне бачення власного життя Гітлера, відфільтроване через фантастичну лінзу, що закінчується не поразкою, а глобальним, справді галактичним, пануванням: домінатори представляють євреїв, Гелдон представляє Німеччину, Ферік Яггар являє собою ідеальне кліше - автопортрет самого Гітлера, а повернення Яггара з Боргравії відображає його власне народження в Австрії.
По суті, кар'єра вигаданого Феріка Яггара - це ідеалізована версія реальної кар'єри Гітлера - взяття влади в Гельдоні (Німеччина) та встановлення диктатури, присвяченої ідеалу "расової чистоти"; завоювання та анексія його первісної батьківщини Боргравія (Австрія); перемагаючи і завойовуючи країни заходу Європи, без протистояти Британії; і, нарешті, повний розгром та знищення Зінду (Росія) та його столиці Бори (Москва), вбивши кожного з універсалістів (комуністів) та домінаторів (євреїв). У цьому світі немає аналога Америки, яка б втручалася і шкодила планам Яггара / Гітлера щодо завоювання світу.
Рецензент Майкл Ворд ставить під сумнів правдоподібність альтернативного Гітлера, який придумав цю особливу фантазію. Він писав, що омріяний Спінрадом Гітлер лише трошки занурився в німецьку політику. Він написав "Володаря свастики" після кількох десятиліть життя в Америці як громадянина США та письменника фантастики. Він не може знати, яка кар'єра у нього була б, якби він не покинув Німеччину, якими способами це вдалося б досягти і як би воно не вдалося.

## Історія написання
Норман Спінрад мав намір продемонструвати, наскільки "Герой з тисячею облич" Джозефа Кемпбела та багато творів наукової фантастики та фантастичної літератури можуть бути просякнуті расистською ідеологією нацистської Німеччини. Спінрад сказав, що початкова версія роману мала 70 000 слів, але його редактор попросив додати додаткових 10 000 слів, "щоб виправдати аванс і ціну, яку вони хотіли заплатити".

## Відгуки
"Залізна мрія" здобула високу оцінку, включаючи номінацію на нагороду Неб'юла та премію «Аполло». Урсула К. Ле Гуїн в огляді писала, що ми змушені, наскільки ми можемо продовжувати читати книгу серйозно, думати, а не про Адольфа Гітлера та його історичні злочини. Гітлер - просто середовище, але ми повинні думати про нас самих: наші моральні принципи, наші ідеї героїзму, наші бажання вести наші справедливі війни. Те, що Спінрад намагається нам сказати, - це відбувається тут. Ле Гуін також заявила, що роман Адольфа Гітлер не може бути добре написаним, складним (або) цікавим, оскільки це зіпсує гіркий жарт", але також запитала, чому хтось повинен читати книгу, яка не цікава, аргументуючи що погана проза книги "Гітлера", можливо, була частково обумовлена низькою якістю власної прози Спінрада.
Леслі Фідлер запропонував Спінраду присудити Національну книжкову премію в 1973 р., але, очевидно, він не отримав підтримки з боку своїх колег по нагороді.
У 1982 році Федеральне управління з питань ЗМІ, шкідливих для молодих людей заборонило книгу у Західній Німеччині за її нібито пропаганду нацизму. Видавець Спінреда, Хейн Верлаг, оскаржив це в суді, і, поки заборона не була скасована в 1987 році, книгу можна було продавати, але її було заборонено рекламувати або публічно показувати.
Американська нацистська партія занесла книгу до свого рекомендованого списку для читання, незважаючи на сатиричний зміст твору.